# Notchback
Notchback je termín popisující typ automobilové karoserie. Ta se nepřesně označuje jako sedan se stupňovitou zádí karoserie. Hlavním znakem Notchbacku je jiný poměr velikosti zadní části ve vztahu k velikosti celého vozidla. Obecně platí, že u karoserií stupňovitého typu odkazuje na odlišný poměr okna ke karoserií a úhel zadního okna, jenž ve vztahu k vozidlu svírá pravý nebo ostrý úhel do tvaru V nebo Z.
Hlavní výhodou tohoto typu karoserie je zvětšení prostoru pro cestující. Naproti tomu tento koncept vede ke zhoršení aerodynamických parametrů vozidla. Proto se tyto vozy navrhují s oknem umístěným tak, že je v úhlu směřujícím podle aerodynamiky k zadní kapotě.
Typickými představiteli Notchbacku v Evropě jsou například Ford Anglia, Citroën Ami, Toyota Will či Volvo 740.

## Galerie

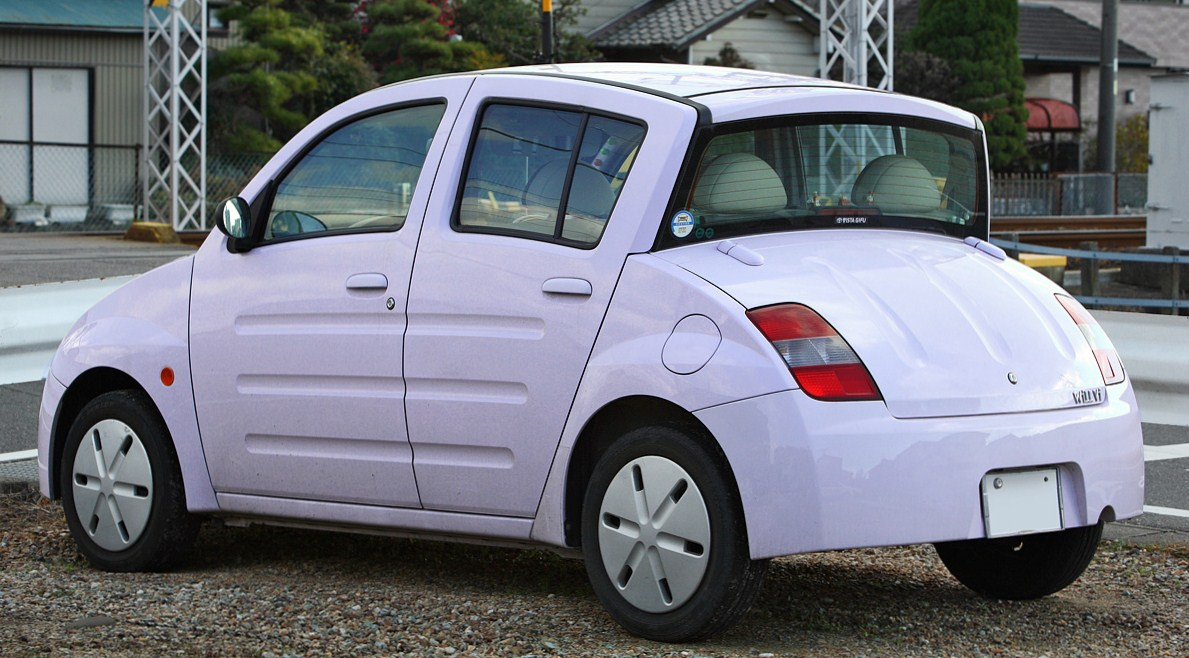
Toyota Will
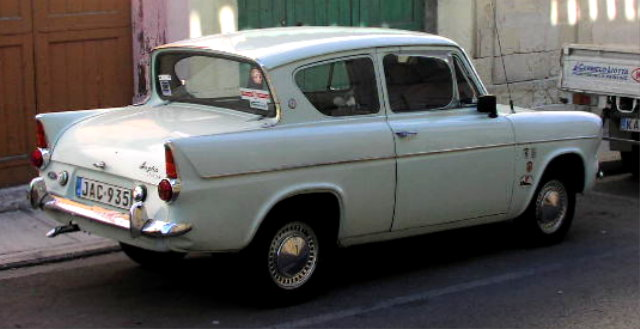
Ford Anglia
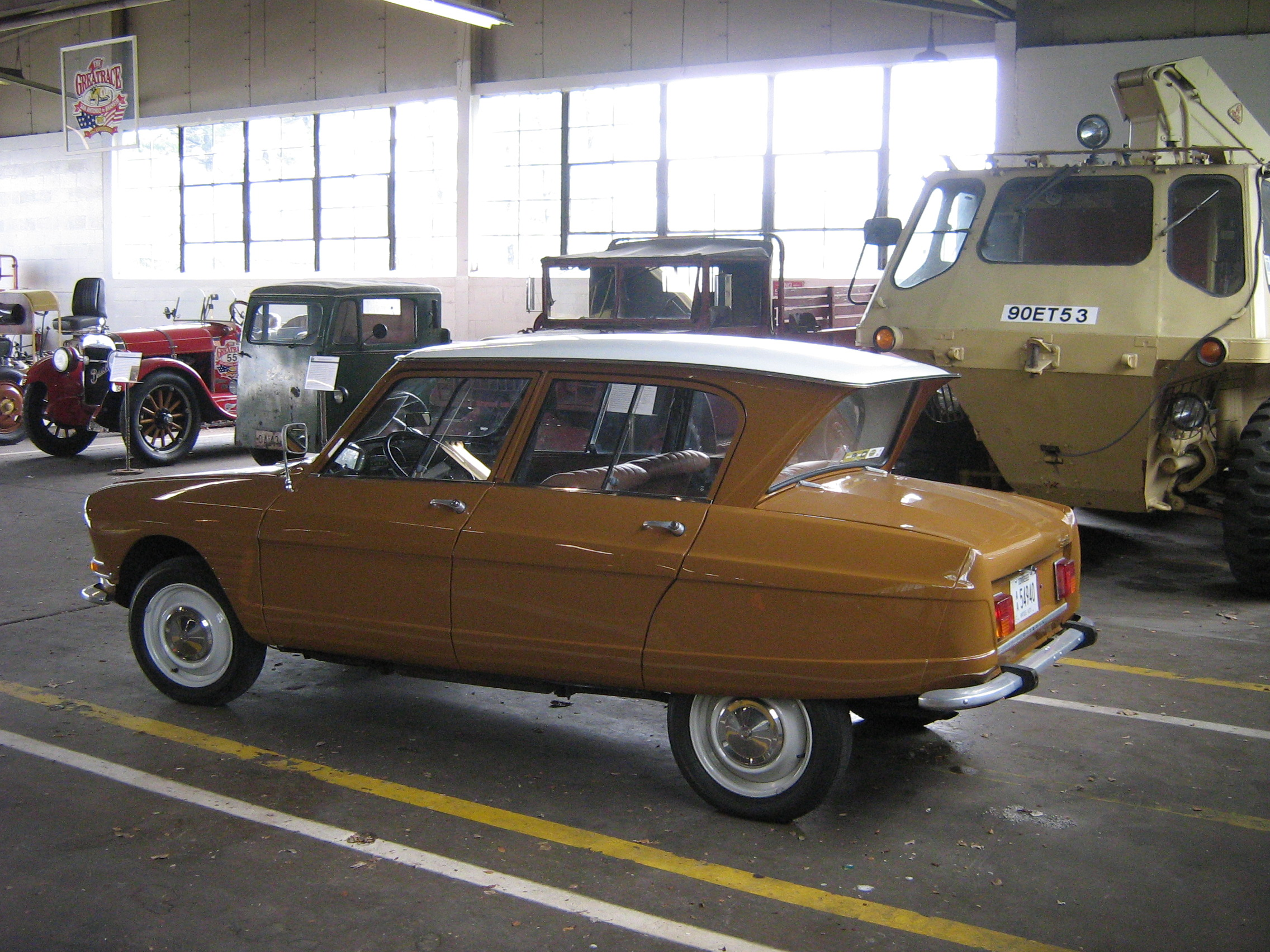
Citroën Ami
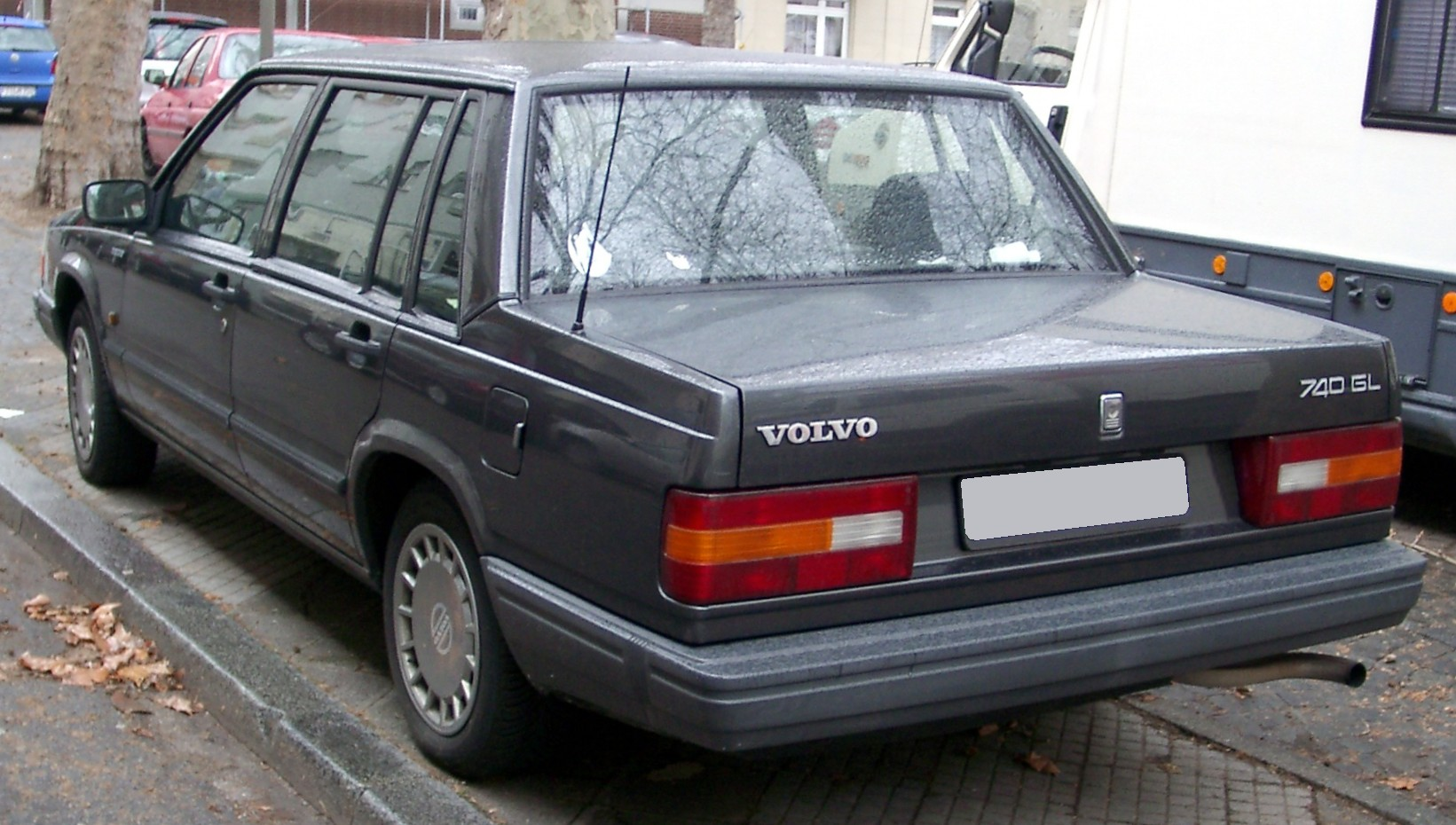
Volvo 740